# 蔣邦彥
蔣邦彥（？—1928年）浙江金华人，清末民初官员。

## 生平
蒋邦彦幼年学习刻苦，很早就在乡试中举人。,后留学日本，回国后曾在三江师范任教员。
中华民国成立后，他历任浙江财政厅长，温州关监督。他还曾任平政院评事。1924年后，他随张宗昌任职于山东省政府，执掌财权。1928年农历甲子月，他被人暗杀于大连寓所。